# Kislócsa
Kislócsa (szlovákul: Lovčica) Lócsakürtös településrésze, korábban önálló falu Szlovákiában, a Besztercebányai kerületben, a Garamszentkereszti járásban.

## Fekvése
Garamszentkereszttől 6 km-re, északnyugatra fekszik.

## Története
1272-ben említik először.
Fényes Elek geográfiai szótárában: „Lovcsa (Nagy és Kis), két tót f., Bars vármegyében, az első a Garan mellett: 546 kath. lak., és paroch. templommal. Káposztája, gyümölcse, szénája bőven. A második a hegyek közt: 467 kath. lak. Sok erdő. F. u. mind a két helységnek a beszterczei püspök. Ut. posta Selmecz." Archiválva 2007. szeptember 27-i dátummal a Wayback Machine-ben
Bars vármegye monográfiája szerint: „Kislócsa, garammenti tót és német kisközség, 619 túlnyomóan róm. kath. vallású, tót lakossal. Sorsa nagyjában összefügg Nagylócsa községével. 1487-ben Kisloka néven találjuk említve, később pedig Kis-Lovcsa alakban. Templom a községben nincsen. Postája Garamkürtös, távirója és vasúti állomása Garamszentkereszt."
1910-ben 705, túlnyomórészt szlovák lakosa volt. A trianoni békeszerződésig Bars vármegye Garamszentkereszti járásához tartozott.
Kislócsát és Garamkürtöst 1971-ben egyesítették.

## Nevezetességei
A 18. században épített kápolnája.

## Lásd még
- Lócsakürtös
- Garamkürtös